# Halcyon (álbum)

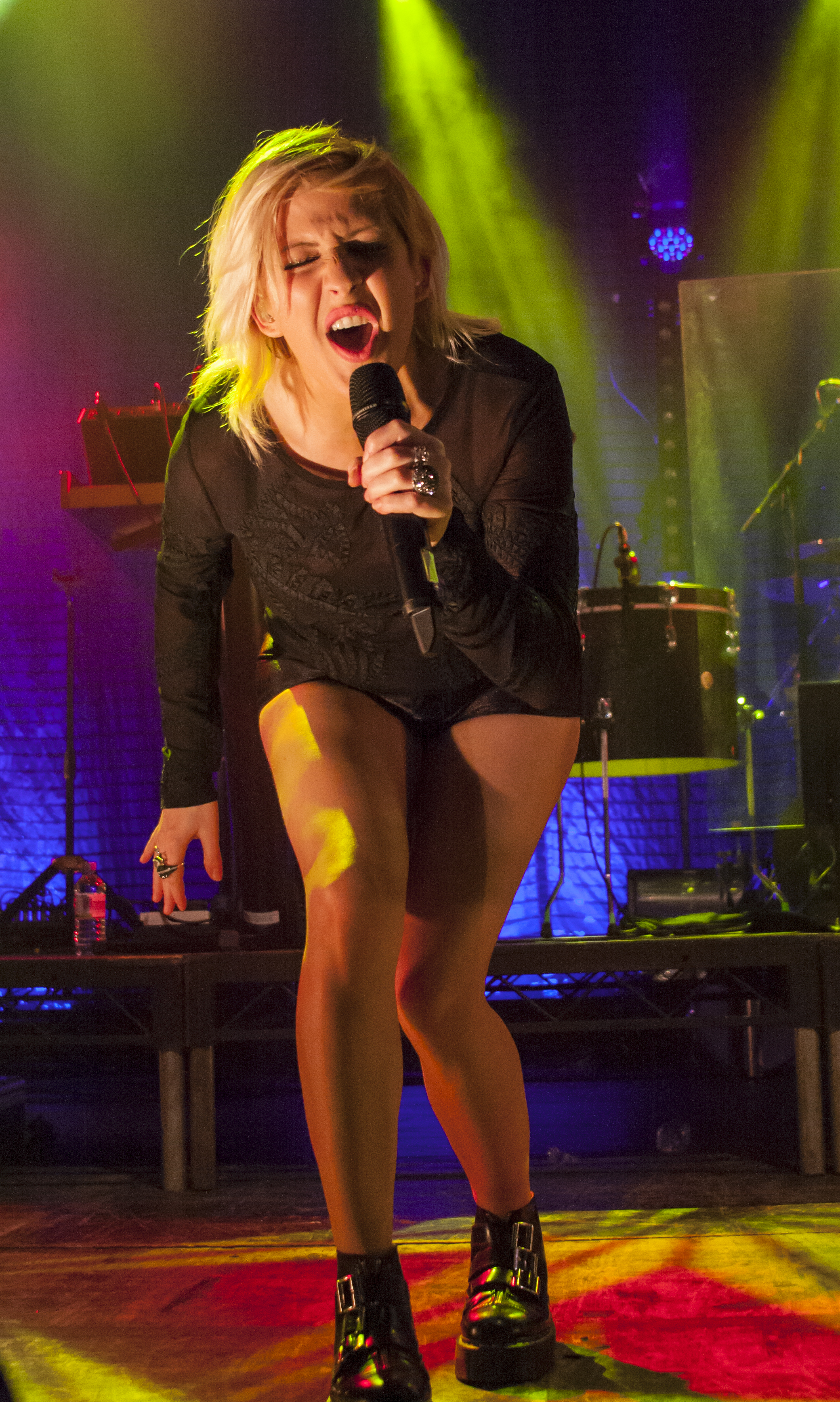
Ellie Goulding actuando en la Academia de Manchester el 17 de diciembre de 2012.

Halcyon es el segundo álbum de estudio de la cantante Ellie Goulding, fue lanzado el 5 de octubre de 2012 por Polydor Records fue lanzado el 8 de octubre de 2012 para Reino Unido y el 9 de octubre del mismo año para Estados Unidos; así lo había anunciado la artista en días anteriores en su página oficial. Fue grabado durante 2012 y 2013, durante la promoción de su álbum debut, Lights. Goulding trabajó con varios productores como Jim Eliot, Starsmith, Billboard, Justin Parker, Madeon y Mike Spencer, en colaboración con artistas como Tinie Tempah y Calvin Harris.
Halcyon recibió críticas generalmente positivas de los críticos de música, quienes felicitaron a Goulding por mostrar una voz más agresiva, sin embargo, opiniones menos favorables consideraron que «El principal defecto de Halcyon es que de vez en cuando se siente un poco demasiado». El álbum debutó en el número dos en el UK Albums Chart, vendiendo 33,425 copias en su primera semana.  En enero de 2014, encabezó las listas británicas y dio su segundo álbum número uno. Halcyon también debutó en el número nueve en el Billboard 200 en los Estados Unidos, mientras alcanzando el número uno en Irlanda, los primeros cinco en Nueva Zelanda, y el top 10 en Canadá, Alemania y Suiza.
«Anything Could Happen» fue lanzado como sencillo líder del álbum, el 17 de agosto de 2012, posicionándose en el lugar #5 en la lista de posiciones de Reino Unido. «Figure 8» fue el segundo sencillo del álbum, siendo #33 en los UK Singles Chart y #7 en los New Zealand Singles Chart. Su tercer sencillo, «Explosions», se posicionó en el lugar #13 en los UK Singles Chart. Para promocionar aún más su álbum, Goulding decidió realizar un tour de nueve días por Reino Unido. The Halcyon Days Tour fue presentado juntos con fechas en Norteamérica. El 23 de agosto de 2013, se lanzó una reedición del álbum, titulado Halcyon Days. Y en 2022, una nueva versión llamada Halcyon Nights, se lanzó en conmemoración al décimo aniversario del álbum.

## Pre visualizaciones y trasfondo
Se conoce la lista exacta de los 10 singles principales de Halcyon, siendo otros 5 los pertenecientes (hasta el momento) a la versión deluxe y extranjera. El primer sencillo; 'Anything Could Happen' emitido por el canal VEVO de YouTube es una 'melodía para la esperanza y la oportunidad'. Goulding ha anunciado que esta canción será el sencillo principal del álbum. El segundo sencillo del álbum es 'I Know You Care', canción dedicada a su padre, quien la abandonó siendo una niña. 
Casualmente, las melodías y fragmentos de 'Only You', 'I Know you Care', 'My Blood' y 'Anything Could Happen' han sido dispuestas en un clip desde el canal personal de YouTube de Ellie, adelantando la gran rítmica y originalidad del mismo.

## Antecedentes
Después de firmar un contrato de grabación con Polydor Records en julio de 2009, El álbum debut de Goulding, Lights, que fue lanzado en febrero de 2010 con revisiones generalmente positivas de los críticos de música. El álbum debutó en el número uno en las listas británicas, y desde entonces ha vendido 740.723 copias en el Reino Unido y 1,6 millones de copias en todo el mundo. En febrero de 2011, Goulding dijo al Daily Star que ella tenía planes de lanzar un relanzamiento de Lights de algún momento del 2011, comentando: «No voy a desaparecer durante mucho tiempo. Va a ser este año o el inicio del siguiente.» En abril de 2012, Goulding declaró que esperaba que el álbum sería lanzado en octubre de 2012
La mayoría de las pistas de Halcyon se registraron con el productor Jim Elliot de Kish Mauve (también conocido por su trabajo con Kylie Minogue y Lady Halcón) en un granero cerca de Lyonshall, Herefordshire, el pueblo donde Goulding creció. Las sesiones de grabación del álbum se llevó a cabo también en el Studio Splendido en Gales, AIR Studios, The Ballroom, EMI Studios, Fly Eye Studio, Starsmith HQ and Strongroom Studios in Londres; Red Rhino Studios y Troublemakers Studio en Montreal; y Biffco Studios enBrighton. En una entrevista con Carson Daly en su programa 97.1 AMP Radio, el 6 de agosto de 2012, Goulding explicó la inspiración detrás del título del álbum, diciendo, «[Halcyon es] como un pájaro que, básicamente, durante el invierno, que despediría su Liliha por el mar y llevar la calma a las aguas del taro y muchas de mis canciones de este disco son sobre el océano y el agua.Ella también dio a conocer dos canciones del disco- «Only You» y el nombre de la canción «Halcyon».

## Composición
En marzo de 2011, cuando se le preguntó acerca de la dirección musical del álbum en una entrevista con el sitio web de chismes de Dean Piper's World, Goulding declaró: «Ha comenzado a sonar muy oscuro y muy raro. Este álbum va a ser aún más emotivo [...] Quería hacerlo así hay esperanza, quiero hacer un efecto sin importar si es feliz o triste». Goulding añadió:«Este álbum para mí es un viaje de la oscuridad a la luz de la confusión a la comprensión [...] No me propuse escribir un disco de ruptura, pero creo que se convirtió en uno». En una entrevista con MTV News el 29 de agosto de 2012, Goulding habló sobre el sonido del álbum, diciendo: "Me he movido un poco desde el primer álbum, porque he descubierto mucho; He aprendido mucho más y he crecido mucho más. He ganado más influencias y diferentes influencias y la gente ha influido en él, supongo que las circunstancias son justas. Es un poco más tribal y anthemic, un poco más de piano y vocal que nada; El último álbum fue muy electrónico, pero estaba atado con mi voz, ésta, para mí, es mucho más un disco pop». Goulding reveló a The Sun que su antigua relación con la BBC Radio 1, DJ Greg James, proporcionó inspiración para el álbum, declarando: «El último disco que sentí como si estuviera cantando sobre cosas como esa y pensé que era muy sincero, pero volví a escucharlo y pense que Dios fue realmente ingenuo, no fue nada, esta vez es el trato real, hay cosas sobre Greg, yo hice esto para él ya que sentía que era mejor que lo esuchara en un lugar aleatorio por ahí». 

La canción de apertura del álbum, «Don't Say a Word», fue descrita como «magníficamente electrónica», con «morphing a través de synthscapes». «My Blood» fue escrito y producido por Goulding y Eliot y fue descrito como eco de las voces de Adele.

## Lista de canciones
| Versión Estándar |                                                                     |                                        |                             |          |  |
| N.º              | Título                                                              | Escritor(es)                           | Productor(es)               | Duración |  |
| 1.               | «Don't Say a Word»                                                  | Ellie Goulding, Jim Eliot              | Eliot, Goulding             | 4:07     |  |
| 2.               | «My Blood»                                                          | Goulding, Eliot, Mima Stilwell         | Eliot, Goulding             | 3:54     |  |
| 3.               | «Anything Could Happen»                                             | Goulding, Eliot                        | Eliot, Goulding             | 4:47     |  |
| 4.               | «Only You»                                                          | Goulding, Eliot                        | Eliot, Goulding             | 3:51     |  |
| 5.               | «Halcyon»                                                           | Goulding, Eliot                        | Eliot, Goulding             | 3:25     |  |
| 6.               | «Figure 8»                                                          | Goulding, Jonny Lattimer               | MONSTA, Mike Spencer (add.) | 4:08     |  |
| 7.               | «JOY»                                                               | Goulding, Eliot                        | Eliot, Goulding             | 3:14     |  |
| 8.               | «Hanging On»                                                        | Patrick James Grossi, Ariel Rechtshaid | Billboard                   | 3:22     |  |
| 9.               | «Explosions»                                                        | Goulding, John Fortis                  | Fortis                      | 4:03     |  |
| 10.              | «I Know You Care»                                                   | Justin Parker, Goulding                | Parker                      | 3:26     |  |
| 11.              | «Atlantis»                                                          | Goulding, Eliot                        | Eliot, Goulding             | 3:53     |  |
| 12.              | «Dead in the Water»                                                 | Goulding, Fin Dow-Smith                | Starsmith                   | 4:44     |  |
| 13.              | «I Need Your Love» (Calvin Harris con Ellie Goulding) (bonus track) | Harris, Goulding                       | Harris                      | 3:58     |  |

| Video Bonus - Reino Unido |                                                                       |          |  |
| N.º                       | Título                                                                | Duración |  |
| 14.                       | «Paper Planes and Playground Games» (short film) (via digital insert) | 9:58     |  |

| Bonus Track - Versión Internacional |                           |                                       |                 |          |  |
| N.º                                 | Título                    | Escritor(es)                          | Productor(es)   | Duración |  |
| 14.                                 | «Lights» (Single Version) | Goulding, Richard Stannard, Ash Howes | Stannard, Howes | 3:30     |  |

| UK Edición Especial - Bonus Tracks |                 |                                          |               |          |  |
| N.º                                | Título          | Escritor(es)                             | Productor(es) | Duración |  |
| 14.                                | «The Ending»    | Goulding, Jomphe                         | Billboard     | 4:41     |  |
| 15.                                | «High for This» | Abel Tesfaye, Henry Walter, Adrien Gough | Cirkut        | 4:19     |  |

| Versión Digital - Norteamérica 2013 (bonus track) |                                                       |                        |                |          |  |
| N.º                                               | Título                                                | Escritor(es)           | Productor(es)  | Duración |  |
| 13.                                               | «Burn»                                                |                        | Kurstin Tedder |          |  |
| 14.                                               | «Goodness Gracious»                                   |                        |                |          |  |
| 15.                                               | «I Need Your Love» (Calvin Harris con Ellie Goulding) | Calvin Harris Goulding |                |          |  |
| 16.                                               | «Lights» (Versión de sencillo)                        |                        |                |          |  |

| TESCO - Bonus Tracks |                                           |                                                |                                      |          |  |
| N.º                  | Título                                    | Escritor(es)                                   | Productor(es)                        | Duración |  |
| 14.                  | «Stay Awake»                              | Goulding, Makeba Riddick, Hugo Pierre Leclercq | Leclercq                             | 3:28     |  |
| 15.                  | «Hanging On» (con Tinie Tempah)           | Grossi, Rechtshaid, Okogwu                     | Billboard                            | 4:15     |  |
| 16.                  | «Anything Could Happen» (White Sea Remix) | Goulding, Eliot                                | Eliot, Goulding (remix by White Sea) | 5:05     |  |
| 17.                  | «Hanging On» (Draper Remix)               | Grossi, Rechtshaid                             | Billboard (remix by Draper)          | 5:25     |  |

### Versión de lujo
| Versión de Lujo - Reino Unido |                                                                       |                                    |                                 |          |  |
| N.º                           | Título                                                                | Escritor(es)                       | Productor(es)                   | Duración |  |
| 14.                           | «Ritual»                                                              | Goulding, Stannard, Howes          | MONSTA                          | 3:50     |  |
| 15.                           | «In My City»                                                          | Goulding, Mathieu Jomphe           | Billboard                       | 3:20     |  |
| 16.                           | «Without Your Love»                                                   | Goulding, Dow-Smith                | Starsmith                       | 4:19     |  |
| 17.                           | «Hanging On» (con Tinie Tempah)                                       | Grossi, Rechtshaid, Patrick Okogwu | Billboard                       | 4:15     |  |
| 18.                           | «Lights» (Pnau Remix)                                                 | Goulding, Stannard, Howes          | Stannard, Howes (remix by Pnau) | 4:05     |  |
| 19.                           | «Paper Planes and Playground Games» (short film) (via digital insert) |                                    |                                 | 9:07     |  |

| Versión iTunes de Lujo - Reino Unido |                                                  |                            |                                           |          |  |
| N.º                                  | Título                                           | Escritor(es)               | Productor(es)                             | Duración |  |
| 14.                                  | «Hanging On» (con Tinie Tempah)                  | Grossi, Rechtshaid, Okogwu | Billboard                                 | 4:13     |  |
| 15.                                  | «Ritual»                                         | Goulding, Stannard, Howes  | MONSTA                                    | 3:50     |  |
| 16.                                  | «In My City»                                     | Goulding, Jomphe           | Billboard                                 | 3:19     |  |
| 17.                                  | «Without Your Love»                              | Goulding, Dow-Smith        | Starsmith                                 | 4:19     |  |
| 18.                                  | «Anything Could Happen» (Blood Diamonds Remix)   | Goulding, Eliot            | Eliot, Goulding (remix by Blood Diamonds) | 4:58     |  |
| 19.                                  | «Hanging On» (video)                             |                            |                                           | 4:15     |  |
| 20.                                  | «Anything Could Happen» (video)                  |                            |                                           | 4:17     |  |
| 21.                                  | «Paper Planes and Playground Games» (short film) |                            |                                           | 9:07     |  |

| Edición Deluxe Internacional - Bonus Tracks |                                       |                            |                 |          |  |
| N.º                                         | Título                                | Escritor(es)               | Productor(es)   | Duración |  |
| 14.                                         | «Ritual»                              | Goulding, Stannard, Howes  | MONSTA          | 3:50     |  |
| 15.                                         | «In My City»                          | Goulding, Jomphe           | Billboard       | 3:20     |  |
| 16.                                         | «Without Your Love»                   | Goulding, Dow-Smith        | Starsmith       | 4:19     |  |
| 17.                                         | «Hanging On» (featuring Tinie Tempah) | Grossi, Rechtshaid, Okogwu | Billboard       | 4:15     |  |
| 18.                                         | «Lights» (Single Version)             | Goulding, Stannard, Howes  | Stannard, Howes | 3:30     |  |